# Cytidintriphosphat
Cytidintriphosphat (CTP) ist ein Nukleosidtriphosphat mit der Base Cytosin. Es ist ein RNA-Baustein, der unter Abspaltung zweier Phosphatgruppen in die RNA eingebaut wird.
CTP kann Phosphocholin unter Abspaltung von Pyrophosphat binden und dann auf ein anderes Molekül übertragen, z. B. auf ein Diglycerid. Auf diese Weise entsteht ein Phosphatid. Dementsprechend spielen CTP bzw. CDP-Cholin (Cytidindiphosphat-Cholin) bei der Phosphatidsynthese eine Rolle. CTP hemmt daneben die Aspartat-Transcarbamoylase in der Pyrimidinbiosynthese.
Weitere Ribonukleosidtriphosphate sind Adenosintriphosphat (ATP), Guanosintriphosphat (GTP) und Uridintriphosphat (UTP).